# 岭下镇 (金华市)
岭下镇，中華人民共和國浙江省金华市金东区下辖的一个镇。

## 辖区
该镇辖有：	岭下朱一村、岭下朱二村、岭下朱三村、岭下朱四村、岭下朱五村、下辽村、葛周坞村、三文塘村、柿树塘村、畈田村、严坞村、河口村、彭村、釜章村、王溪村、日辉路村、汤村、翁村、诗后山村、新亭村、摩诃村、杨梅峡村、包村、石塘街村、后溪村、汪宅村、桥头村、王山村、下包村、严宅村、山南头村、上保村、新村、毛栗溪村、